# Nokomis (Illinois)
Nokomis es una ciudad ubicada en el condado de Montgomery en el estado estadounidense de Illinois. En el Censo de 2010 tenía una población de 2256 habitantes y una densidad poblacional de 667,98 personas por km².

## Geografía
Nokomis se encuentra ubicada en las coordenadas 39°18′0″N 89°17′7″O / 39.30000, -89.28528. Según la Oficina del Censo de los Estados Unidos, Nokomis tiene una superficie total de 3.38 km², de la cual 3.38 km² corresponden a tierra firme y (0%) 0 km² es agua.

## Demografía
Según el censo de 2010, había 2256 personas residiendo en Nokomis. La densidad de población era de 667,98 hab./km². De los 2256 habitantes, Nokomis estaba compuesto por el 98.89% blancos, el 0.13% eran afroamericanos, el 0.04% eran amerindios, el 0.18% eran asiáticos, el 0% eran isleños del Pacífico, el 0.04% eran de otras razas y el 0.71% pertenecían a dos o más razas. Del total de la población el 0.62% eran hispanos o latinos de cualquier raza.